# Wolfenstein: Enemy Territory

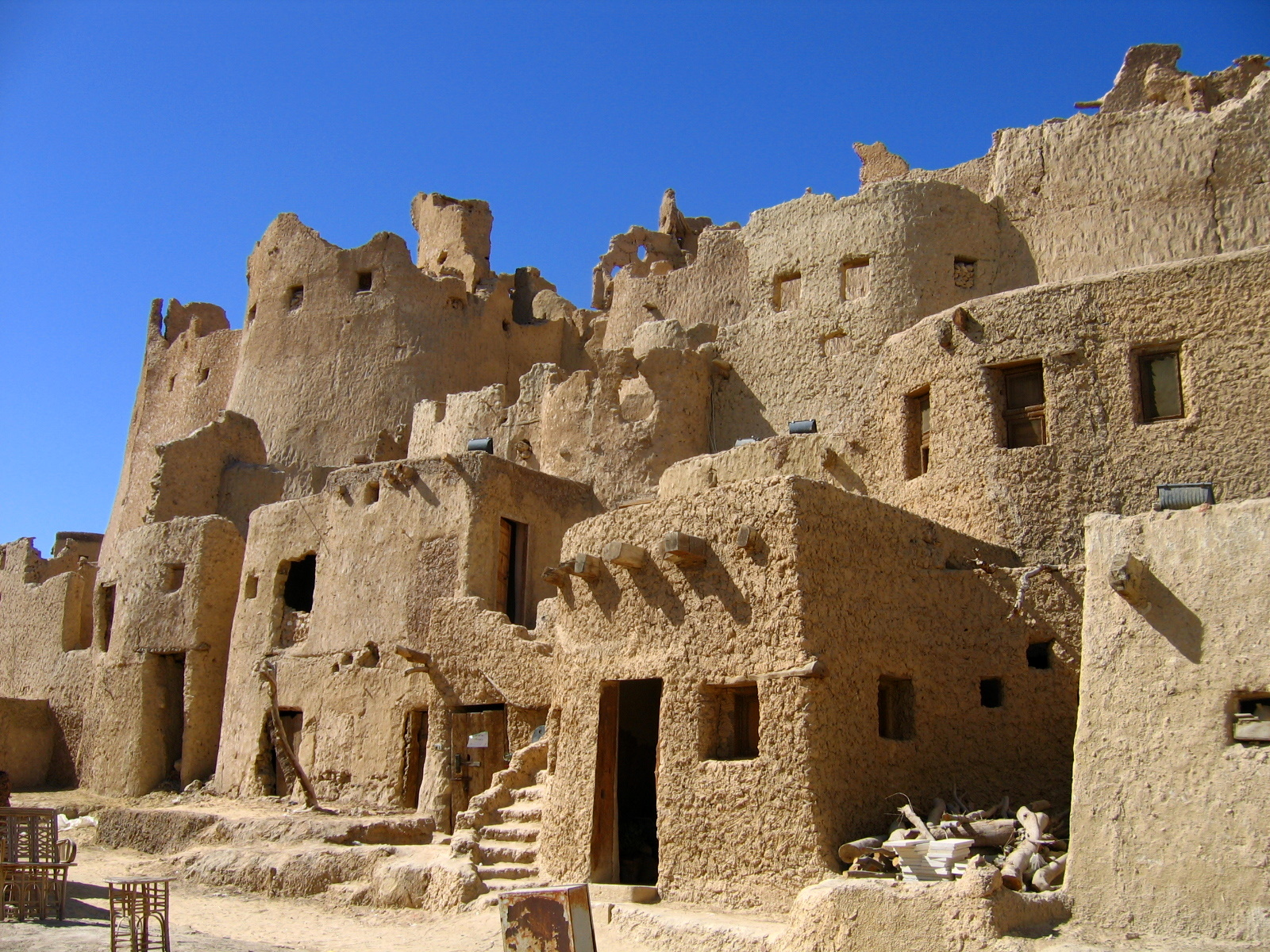
Siwa Oasis i Egypten, historisk krigsskådeplats under andra världskriget som inspirerade till en av spelkartorna.

Wolfenstein: Enemy Territory är ett gratis och delvis fritt first person shooter-onlinespel. Det var ursprungligen tänkt att säljas som ett tilläggspaket till Return to Castle Wolfenstein, men utvecklingen av detta projekt lades ner under tidigt 2003 och i stället blev den 29 maj 2003 en gratisvariant tillgänglig över Internet.
Spelet utspelar sig under andra världskriget där axelmakterna och allierade strider mot varandra i olika miljöer. Spelaren väljer en typ av karaktär som denne sedan spelar som. De olika karaktärerna är:
- Soldier - soldat, den vanlige stridskaraktären som kan använda ett flertal tyngre vapen till exempel det bazookaliknande vapnet Panzerfaust.
- Medic - läkare, helar och återupplivar andra spelare
- Engineer - ingenjör, lagar fordon, lägger ut minor med mera
- Covert OPS - spion, kan klä ut sig till fienden och använda prickskyttegevär
- Field OPS - beställer artilleri och bistår med ammunition

Under pågående spel får spelaren erfarenhetspoäng. Om man som ingenjör reparerar saker eller som sjukvårdare tar hand om skadade utgår direkt en belöning i form av poäng/ XP. När spelaren når vissa poängvärden avancerar han eller hon i militär rang och får samtidigt lite bättre färdigheter. Dessa bär man sedan med sig på efterföljande banor. Om servern kör med så kallad XP-Save så sparas din rang och din poäng när du loggar ut från servern och du har kvar det när du loggar in igen. Denna längd kan variera beroende på hur lång XP-save det är. Denna tid bestämmer servrarna själva.
De spelservrar man kan spela Enemy Territory på är oftast så kallade "kampanjservrar". Man utför då ett antal uppdrag i följd, vanligtvis tre till sex stycken på olika platser i Europa och Nordafrika. Är respektive sida jämbördigt starka kan en hel kampanj ta ganska lång tid att slutföra, varför många som följer handlingen från början till slut kan få ganska många erfarenhetspoäng. Tempot i sådana kampanjer kan eskalera mot dess slutskede, då spelpersoner med högre rang ofta är försedda med mer ammunition, mer sprängmedel och fler möjligheter att kalla in exempelvis understödjande artillerield. 
Det finns även olika trickjump-servrar där man oftast bara kan vara ett lag och man hoppar runt och försöker klara sig så långt man kan på banan.
Det finns två typer av mappar (banor): "Gamma" och "Realmaps". "Gamma" går ut på att man hoppar på platåer och "Realmaps" går ut på att man hoppar på riktiga banor som man även kan spela i matcher och på public-servrar där lär man sig även hur man ska göra för att klara av att hoppa på vissa ställen.
I trickjump finns det olika "stilar" så som:
HalfBeat - Går ut på samma sak som Strafe bara det att man använder e + sprint och går i en halvcirkel.
Fullbeat (strafe) - Går ut på att man använder: w + e + sprint och sedan växlar mellan e och a samtidigt som man drar musen åt höger eller vänster.
Invert - Går ut på att man hoppar baklänges i antingen strafe (Halfbeat) eller Fullbeat (strafe)